# NGC 3231
NGC 3231 is een open sterrenhoop in het sterrenbeeld Grote Beer. Het hemelobject werd op 3 april 1832 ontdekt door de Engelse astronoom John Herschel. Door de schaarste aan sterren in NGC 3231 kan dit object gerangschikt worden in de lijst van telescopische asterismen.